# Legio II Isaura

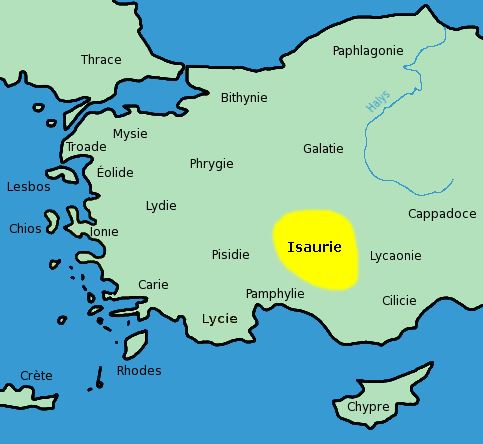
Ubicación del territorio de Isauria.

La Legio II Isaura (Segunda legión «de Isauria») fue una legión romana pseudocomitatensis, que fue objeto de leva en época no posterior a Diocleciano, y posiblemente ya presente con Probo. Como sugiere su nombre, la II Isaura y su legión gemela III Isaura estuvieron guardando el territorio de Isauria en la época de la Notitia Dignitatum, a comienzos del siglo V, para defenderla de las incursiones de los pueblos montañeros. Es posible que al comienzo estuvieran apoyados por la I Isaura Sagittaria.